# Peter Bahn (Politiker)
Peter Bahn (* 12. Jänner 1957 in Ried im Innkreis; † 29. Jänner 2023) war ein österreichischer Politiker (FPÖ).

## Leben
Peter Bahn war von 1991 bis 2015 Bürgermeister von Mehrnbach. Am 27. September 2015 wurde er abgewählt, von 2015 bis 2021 war er Abgeordneter im Oberösterreichischen Landtag.

## Auszeichnungen
- 2022: Silbernes Ehrenzeichen des Landes Oberösterreich[6]